# 六右衛門グループ
株式会社六右衛門（ろくえもん）は、かつて徳島県徳島市に本社を置き、飲食店を営んでいた企業である。

## 概要
1983年（昭和58年）に会社設立。
徳島市内で居酒屋チェーン店を展開しており、「六右衛門」、「ろく」、「momo遊膳」、「わび助」、「HO菜々市場」、「くいしんぼ茶屋」がある。
2017年12月11日に徳島地方裁判所より破産手続開始の決定を受けた。2018年8月31日に法人格が消滅した。

## チェーン店
- 六右衛門　（閉店）
  - 〒770-0934 徳島市秋田町1丁目36 小川ビル1F
- ろく　（閉店）
  - 〒770-0834 徳島市元町1丁目8-1F
- momo遊膳　（閉店）
  - 〒770-0934 徳島市秋田町1丁目23-1F
- わび助　（閉店）
  - 〒770-0918 徳島市紺屋町6
- HO菜々市場　（閉店）
  - 〒770-0042 徳島市蔵本町2丁目13-4
- くいしんぼ茶屋    （閉店）
  - 〒770-8051 徳島市沖浜町大木296